# Gramatica limbii engleze
Gramatica limbii engleze este o colecție de reguli care descrie structura limbii engleze. Aceasta include structura cuvintelor, frazelor și propozițiilor.  
Limba engleză are variante istorice, sociale și regionale.
Acest articol tratează limba engleză standard, forma de vorbire întâlnită în mass-media, educație, divertisment și guvern, incluzând atât vorbirea formală, cât și cea informală.

## Morfologie

### Substantivul
Substantivul (The Noun) este partea de vorbire care denumește ființe, obiecte, substanțe, locuri, evenimente și o serie de noțiuni abstracte. 
În propoziție substantivele, împreună cu verbul sunt parte de vorbire principală.
Substantivul are:
- număr (singular și plural): dog-dogs, bush-bushes

În cele mai multe cazuri pluralul se formează din singular adăugând -s sau -es, dar sunt și forme neregulate (woman/women, medium/media, etc.), incluzând și cazuri în care cele două forme sunt identice (sheep, series). Pentru mai multe detalii vezi Pluralul în limba engleză
(en:English plurals)
- gen: man-woman

Substantivele în limba engleză au gen gramatical doar pentru substantive care sunt considerate ca fiind logic feminine sau masculine: daughter, wife, mother (feminin) si son, husband, father (masculin)
- caz: the man's-omului (Genitive)

### Adjectivul
Dacă pentru descrierea unui obiect se folosesc mai multe cuvinte, adjectivele care precedă substantivul se așează în următoarea ordine: 
1. opinie
2. dimensiune
3. vechime / vârstă
4. formă
5. culoare
6. origine
7. material
8. scop